# Baía de Piran

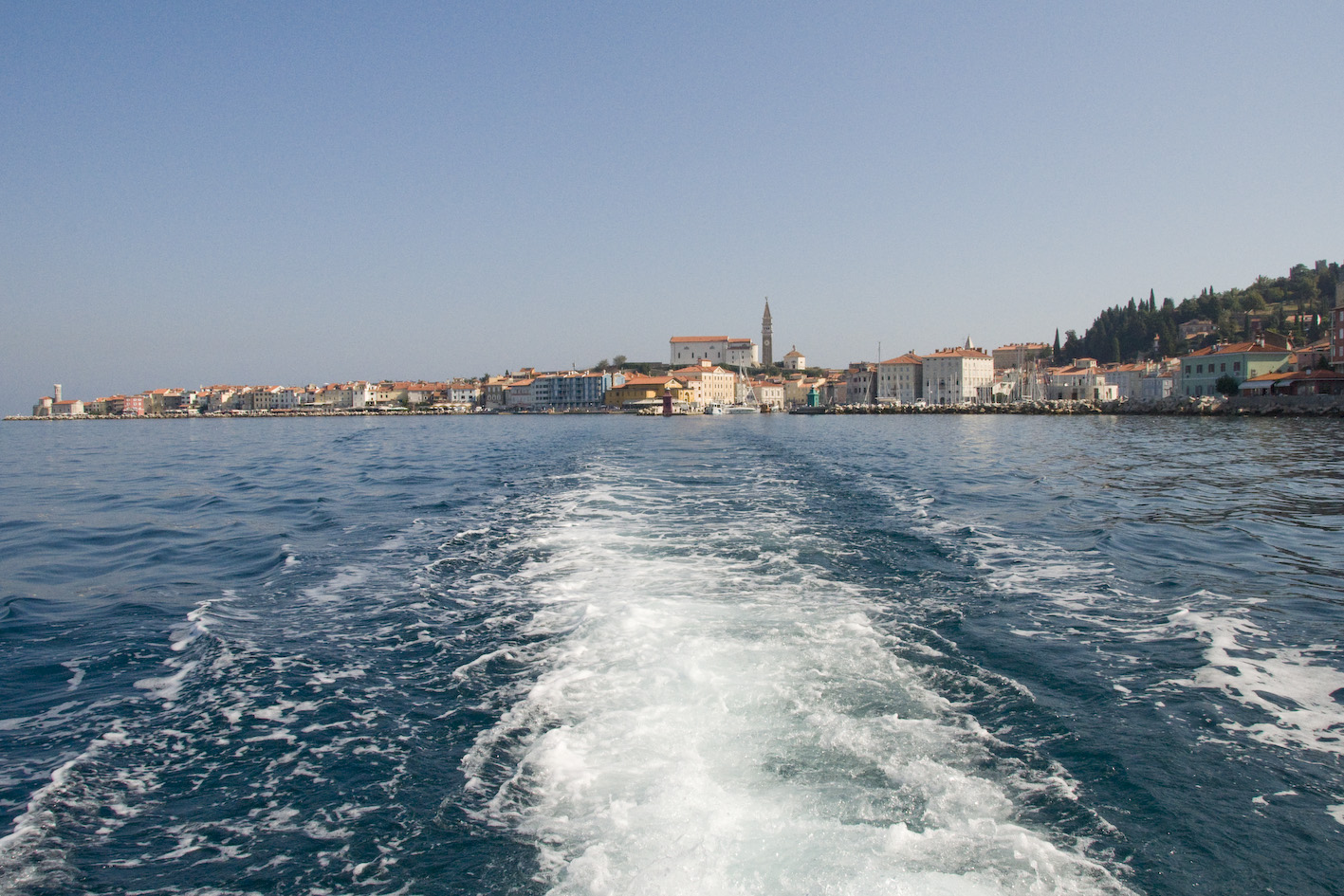
A baía de Piran

Disputas fronteiriças na baía de Piran e no golfo de Trieste

A baía de Piran ou golfo de Piran (em esloveno:  Piranski zaliv, em croata:  Piranski zaljev ou Savudrijska vala, em italiano:  Baia di Pirano) é uma pequena baía de 19 km² na parte sul do golfo de Trieste, situado na extremidade norte do mar Adriático. Deve o seu nome à localidade de Piran, na Eslovénia, e banha igualmente a Croácia, pelo que é atravessada por uma fronteira marítima internacional, hoje em litígio fronteiriço não bélico.